# Michael Brougham (5e baron Brougham et Vaux)
Michael John Brougham, 5e baron Brougham et Vaux, né le 2 août 1938 et mort le 27 août 2023,, est un pair britannique et membre de la Chambre des lords. 

## Biographie
Il est le deuxième fils de Victor Broughma (4e baron Brougham et Vaux) (en), et fait ses études à Millfield, au Lycée Jaccard, en Suisse et au Northampton Institute of Agriculture. Le 20 juillet 1963, il épouse Olivia Susan Gray et ils a une fille, Henrietta Louise (née le 23 février 1965). Il succède à son père en 1967, et divorce de sa femme cette année-là, épousant ensuite Catherine Jill Gulliver. Ils ont un fils, Charles William Brougham (né en 1971). 
Lord Brougham est vice-président des comités de la Chambre des lords, vice-président de la chambre des lords depuis 1995 et est également vice-président de l'association des pairs conservateurs. Il est président de la Royal Society for the Prevention of Accidents de 1986 à 1989 (et vice-président depuis 1990) et président de Safety Groups UK depuis qu'il a remplacé le National Health and Safety Groups Council, en 2005. Il est également président de la Tax Payers 'Society de 1989 à 1991 et président de l'European Secure Vehicle Alliance depuis 1992. En 1995, il est nommé CBE. 